# 2013年名古屋市長選挙
2013年名古屋市長選挙は、日本の地方自治体である名古屋市の執行機関である名古屋市長を選出するために行われた選挙で、2013年（平成25年）4月21日に投票が行われた。

## 概要
現職の市長河村たかしの任期満了に伴う選挙である。
減税日本が推薦する現職の河村たかし、共産党が推薦する新人の柴田民雄、自民党と民主党が相乗りする新人の藤沢忠将の3人による選挙戦となった。
公明党、日本維新の会、みんなの党の3党は特定の候補を支援せず自主投票であった。

## 選挙データ
- 選挙事由：任期満了
- 告示日：2013年4月7日

### 投票日
- 2013年4月21日

## 立候補者
3名、立候補届け出順
| 候補者名（読みかた）          | 年齢 | 党派                                                 | 肩書き             |
| ----------------------------- | ---- | ---------------------------------------------------- | ------------------ |
| 河村たかし（かわむら たかし） | 64   | 無所属（減税日本推薦）                               | 名古屋市長（現職） |
| 柴田民雄（しばた たみお）     | 48   | 無所属（日本共産党推薦）                             | 自営業（IT関連）   |
| 藤沢忠将（ふじさわ ただまさ） | 43   | 無所属（自由民主党愛知県連推薦・民主党愛知県連支持） | 元名古屋市議       |

## 投票結果[1]
※当日有権者数：1,771,311人 最終投票率：39.35%（前回比：-14.79pts）
| 候補者名   | 年齢 | 所属党派 | 新旧別 | 得票数    | 得票率 | 推薦・支持                                        |
| ---------- | ---- | -------- | ------ | --------- | ------ | ------------------------------------------------- |
| 河村たかし | 64   | 無所属   | 現     | 427,542票 | 62.2%  | （推薦）減税日本                                  |
| 藤沢忠将   | 43   | 無所属   | 新     | 192,472票 | 28.0%  | （推薦）自由民主党愛知県連 （支持）民主党愛知県連 |
| 柴田民雄   | 48   | 無所属   | 新     | 67,353票  | 9.8%   | （推薦）日本共産党                                |

## 選挙の争点
- 河村市政の是非

## 時系列
- 2013年4月7日 - 告示
- 2013年4月21日 - 投票及び開票